# CA-02
La Carretera Centroamericana 02 (CA-02), conocida también como la Carretera del Litoral del Pacífico, es una de las principales vías terrestres de América Central, que forma parte de la Red Vial Centroamericana. Esta ruta, considerada vital para la integración regional, atraviesa los países de Guatemala y El Salvador.

## Extensión
Con una longitud de 674 kilómetros, la CA-02 es reconocida por su variado paisaje, que incluye cadenas montañosas, llanuras agrícolas, áreas urbanas y regiones selváticas. A pesar de su importancia, su estado de conservación y modernización varía significativamente según el país.

## Carretera Centroamericana 2
La Carretera Centroamericana 2 (CA-2) es una vía internacional que forma parte del sistema de la Red Vial Centroamericana. Su recorrido se limita a los países de Guatemala y El Salvador, donde se extiende por el sur de ambos países paralela a la costa del océano Pacífico. Es una ruta clave para el comercio regional, el tránsito de turistas y la conexión entre zonas productivas, fronteras y puertos marítimos.

## Guatemala
En Guatemala, la CA-2 comienza en la ciudad fronteriza de Tecún Umán, en el departamento de San Marcos, en el límite con México. Desde allí avanza hacia el este atravesando las regiones costeras de los departamentos de Retalhuleu, Suchitepéquez, Escuintla y Santa Rosa. La carretera finaliza en el puesto fronterizo de Pedro de Alvarado, en el departamento de Jutiapa, donde conecta con la CA-02 de El Salvador. La ruta enlaza ciudades agrícolas, centros comerciales y el Puerto Quetzal, uno de los principales puertos marítimos del país.

## El Salvador
En El Salvador, la CA-2 entra por el puesto fronterizo de La Hachadura, en el departamento de Ahuachapán, y recorre la zona costera occidental, central y oriental del país. Pasa por centros portuarios como Acajutla, turísticos como La Libertad, y comerciales como San Miguel, hasta llegar a La Unión, en el extremo oriental. Desde esta ciudad se accede al Puerto de La Unión, un punto clave para el comercio marítimo salvadoreño. Esta carretera es una de las principales vías longitudinales del país.

## Importancia regional
La CA-2 constituye un eje logístico clave del sur de Guatemala y El Salvador. Su trazado cercano al litoral facilita la movilidad de mercancías y personas entre regiones agrícolas, centros turísticos, puertos marítimos y pasos fronterizos. Además, complementa el recorrido de la CA-1 al servir como vía alterna costera en la integración vial del istmo.

## Importancia
La CA-2 cumple un papel clave como corredor alternativo a la CA-1, especialmente en regiones agrícolas y costeras del Pacífico. Facilita el acceso a puertos, mercados locales, y zonas turísticas, y contribuye a la conectividad regional en áreas no cubiertas directamente por la CA-1.